# Gilbert Creek
Gilbert Creek é uma Região censo-designada localizada no estado norte-americano de Virgínia Ocidental, no Condado de Mingo.

## Demografia
Segundo o censo norte-americano de 2000, a sua população era de 1582 habitantes.

## Geografia
De acordo com o United States Census Bureau tem uma área de
66,2 km², dos quais 65,8 km² cobertos por terra e 0,4 km² cobertos por água.

## Localidades na vizinhança
O diagrama seguinte representa as localidades num raio de 24 km ao redor de Gilbert Creek.